# Edgar Froese
Edgar Froese (6. června 1944 Tilsit – 20. ledna 2015 Vídeň) byl německý hudebník, zakladatel hudební skupiny Tangerine Dream. 
Narodil se v Tilsitu, v thdejším Východním Prusku, odkud byla po válce jeho rodina odsunuta. Ve svých dvanácti letech začal hrát na klavír a o tři roky později na kytaru. Věnoval se také malířství a sochařství, které studoval na berlínské Akademie der Künste, ale již roku 1965 založil rockovou skupinu The Ones. Tato skupina se po dvou letech a vydání jednoho singlu rozpadla. V roce 1967 založil kapelu Tangerine Dream, se kterou vystupoval až do konce svého života. Rovněž vydal řadu sólových alb. Zemřel v roce 2015 na plicní embolii. V letech 1974 až 2000 byla jeho manželkou fotografka Monique Froese, se kterou měl syna Jerome Froeseho. Jeho další manželkou byla hudebnice Bianca Acquaye.